# John R. Musick
John R. Musick (ur. 28 lutego 1849 w Kirksville w stanie Missouri, zm. 14 kwietnia 1901 w Omaha) – amerykański prozaik i poeta. 

## Życiorys
Jego rodzicami byli Ephraim Jenkins i Mary Ann Prince Musickowie. W 1874 ukończył First District Normal School (obecnie Truman State University) w Kirksville. Przez pewien czas pracował jako nauczyciel. Potem rozpoczął studia prawnicze. W 1876 uzyskał uprawnienia do wykonywania zawodu adwokata. Praktykował do 1882, kiedy to zdecydował się całkowicie poświęcić się literaturze. 

## Twórczość
John R. Musick jest znany przede wszystkim jako autor powieści historycznych. Używał pseudonimów Benjamin Broadaxe/Broadax, Ebenezer Slypole i Don Jenardo. Wydał między innymi Estevan; a Story of the Spanish Conquests (1892), Saint Augustine; a story of the Huguenots in America (1892), Sustained Honor; a Story of the War of 1812 (1893), Pocahontas: A Story of Virginia (1893) i Independence; a Story of the Revolution (1894). Napisał też monografię o włączonych do Stanów Zjednoczonych Hawajach, zatytułowaną Hawaii, our new possessions, an account of travels and adventure, with sketches of the scenery, customs, and manners, mythology, and history of Hawaii to the present, and an appendix containing the Treaty of Annexation to the United States, wydaną w 1898.